# Emma (1996, Diarmuid Lawrence)
Emma ist eine britische Literaturverfilmung aus dem Jahr 1996, die im Auftrag der Independent Television nach dem gleichnamigen Roman (1815) von Jane Austen als Fernsehfilm entstand. Das Drehbuch schrieb Andrew Davies, Regie führte Diarmuid Lawrence und in den Hauptrollen sind Kate Beckinsale und Mark Strong zu sehen. Im selben Jahr erschien in den Kinos eine weitere Adaption, Jane Austens Emma mit Gwyneth Paltrow in der Hauptrolle.
Der Fernsehfilm wurde erstmals am 24. November 1996 in Großbritannien ausgestrahlt und am 16. Februar 1997 auch in den Vereinigten Staaten veröffentlicht. In Deutschland wurde diese Adaption am 28. Dezember 1997 in der ARD erstmals gezeigt. Als DVD erschien eine neu synchronisierte Fassung am 12. Juli 2007 erstmals im Handel. Der Kultursender arte zeigte diese Adaption in gekürzter Fassung im Rahmen der „Jane-Austen-Programmreihe“ am 1. August 2013.

## Handlung
England, frühes 19. Jahrhundert: Anlässlich der Hochzeit von Mr. Weston und Miss Taylor, der ehemaligen Gouvernante der zwanzigjährigen Emma Woodhouse, hat sich die Gemeinde Highbury zusammengefunden. Noch am selben Abend empfängt die Familie Woodhouse den engen Freund und Nachbarn Mr. Knightley. Emma rühmt sich als Ehestifterin der neuen Verbindung und beschließt, ihr neu entdecktes Talent dem alleinstehenden Hilfspfarrer Mr. Elton zukommen zu lassen und ihm eine Frau zu suchen. Emma, die durch ihre angesehene Stellung und ihr Vermögen nicht auf eine Heirat angewiesen ist, lernt bald darauf die siebzehnjährige Harriet Smith kennen, die in einem Mädchenpensionat aufwuchs. Deren gesellschaftlichen Makel aufgrund ihrer unehelichen Herkunft übersieht Emma großmütig, da ihrer Ansicht nach nur ein angesehener Gentleman als Vater von Harriet in Frage kommt, der in seiner misslichen Lage das Bündel in fremde Obhut gegeben haben muss. So will sie Harriet in die vornehme Gesellschaft einführen und stellt sie bei der nächsten Teeparty auch Mr. Elton vor.
Zu Emmas Bedauern schwärmt Harriet jedoch für den Bauern Mr. Martin, dessen niederer Stand Emma nicht zusagt. Aber je öfter sie sich mit Harriet verabredet und dabei immer häufiger Mr. Elton trifft, bekundet dieser sein wachsendes Interesse durch viele Komplimente und Schmeicheleien. Harriet erhält jedoch einen Heiratsantrag von Mr. Martin, worauf ihr Emma rät ihn abzulehnen. Harriet solle sich lieber nach einem Gentleman umsehen, sonst könne sie sie zukünftig nicht mehr auf Hartfield empfangen. Als Mr. Knightley von Emmas Intervenierung erfährt, tadelt er sie aufs Äußerste, Miss Smith zum Streben nach Höherem zu ermutigt zu haben, denn angesichts ihrer unehrenhaften Herkunft und ihres Mangels an Vermögen wäre kein Gentleman bereit, sie als Ehefrau in Betracht zu ziehen. Nach diesem Streit versöhnen sich Mr. Knightley und Emma erst, als Mr. Knightleys Bruder John mit seiner Frau Isabella, Emmas Schwester, und ihren Kindern in den Weihnachtsferien zu Besuch kommen.
Beim Weihnachtsessen bei den Westons wird sich fast ausnahmslos über Mr. Westons 23-jährigen Sohn aus erster Ehe unterhalten, der nach dem Tod seiner Mutter bei seinen Großeltern mütterlicherseits in Anscombe aufwuchs und deren Namen Churchill annahm. Mr. Knightley kann als einziger nicht verstehen, dass Frank seiner Pflicht bisher nicht nachgekommen ist, seiner Stiefmutter persönlich die Ehre zu erweisen. Emma hingegen scheint sich umso mehr für Frank Churchill zu interessieren. Auf dem Heimweg muss sie sich eine Kutsche mit Mr. Elton teilen, der ihr plötzlich und zu ihrem Entsetzen einen Heiratsantrag macht. Er stellt klar, dass er nur an ihr und nicht an Miss Smith interessiert sei. Auf Emmas Zurückweisung hin verlässt Mr. Elton am nächsten Morgen Highbury, Emma dagegen sucht Harriet auf, um sich bei ihr zu entschuldigen, da sie ihr mit Mr. Elton falsche Hoffnungen gemacht habe.
Unterwegs werden sie von Miss Bates, einer verarmten unverheirateten Dame des Ortes, angesprochen, sie zu besuchen. Sie möchte den beiden ihre Cousine Jane Fairfax vorstellen. Jane verlor schon in früher Kindheit beide Eltern und war seither das Mündel ihrer Tante Mrs. Bates. Später übernahm Colonel Campbell die Pflegschaft von Jane und so erhielt sie zusammen mit seiner leiblichen Tochter eine vornehme Erziehung. Doch nach Miss Campbells Hochzeit muss Miss Fairfax wieder zu ihrer Tante zurück und zukünftig für ihren Unterhalt selbst aufkommen. Von Highburys Gesellschaft wird sie warmherzig aufgenommen und ihre vorzüglichen Gesangs- und Klavierkünste werden bewundert. Nur Emma kann sich nicht recht mit ihr anfreunden, interessant findet sie nur Janes Geschichten über ihre flüchtige Bekanntschaft mit Frank Churchill, über die sie jedoch nur zaghaft berichtet. Am nächsten Tag macht Emma schließlich Bekanntschaft mit Mr. Churchill, als die Westons mit ihm zu Besuch kommen. Er lässt sich von Emma die Ortschaft zeigen und weiß Neuigkeiten über Mr. Elton zu berichten, der sich kürzlich in Bath mit einer wohlhabenden Miss Augusta Hawkins verlobt hat. Am Tag darauf erhält Miss Fairfax ein Pianoforte von einem unbekannten Gönner, was Emma überzeugt, dass Jane einen wohlhabenden Verehrer haben muss. Bei der nächsten Abendgesellschaft verdächtigt Mrs. Weston Mr. Knightley, Janes heimlicher Verehrer zu sein, was für Emma jedoch eine erschreckende Vorstellung ist.
Als Mr. Churchill wieder in Highbury erscheint, wird ein Ball organisiert. Dieses Ereignis wird ausgelassen gefeiert, nur Miss Smith wird von Mr. Elton brüskiert, als er sie nicht zum Tanzen auffordern will. Emma ist erleichtert, dass Mr. Knightley sofort einspringt und als angesehenster Gentleman ihr die Ehre erweist. Bei der Abfahrt zu einem Sonntagsausflug nach Box Hill weist Mr. Knightley Emma zurecht, dass sie Miss Bates statt Hochmut Verständnis und Mitgefühl für ihr Schicksal schulde, schließlich sei diese erst im Alter durch eine fehlende Heiratsverbindung verarmt. Die erneute Abwesenheit von Mr. Churchill stört Emma nicht so sehr wie die Missachtung von Mr. Knightley. Als sich dann auch noch herausstellt, dass Harriets neue Zuneigung Mr. Knightley gilt, wird sich Emma endlich ihrer wahren Gefühle bewusst.
Mrs. Weston lässt Emma nach Randalls kommen, da sie ihr die beunruhigen Neuigkeiten persönlich mitteilen will. Der Tod von Mrs. Churchill hat ihren Adoptivsohn Frank dazu gebracht, sein Geheimnis zu lüften, nämlich das bereits vor Monaten geschlossene Verlöbnis mit Jane Fairfax. Auch Mr. Knightley kehrt aus Sorge, Emma könnte diese Neuigkeiten nicht verkraften, sofort aus London zurück. Nachdem Emma versichert hat, dass sie keine tiefen Gefühle für Frank empfindet, sondern nur durch seine Aufmerksamkeiten geschmeichelt war, gesteht ihr Mr. Knightley seine Liebe und hält um ihre Hand an. Emmas Sorge um ihre Freundin und ihren Vater löst sich in Wohlgefallen auf, denn Harriet heiratet Mr. Martin und Mr. Knightley wird nach der Hochzeit zu den Woodhouses nach Hartfield ziehen.

## Synchronisation
Anlässlich der DVD-Veröffentlichung im Jahr 2007 wurde eine neue deutsche Synchronfassung durch die Synchronfirma Studio Hamburg Synchron in Hamburg angefertigt. Die Synchronbearbeitung entstand nach einem Synchronbuch und unter der Dialogregie von Marion von Keller.
| Schauspieler/in   | Rolle                     | Synchronsprecher/in   |
| ----------------- | ------------------------- | --------------------- |
| Kate Beckinsale   | Emma Woodhouse            | Kristina von Weltzien |
| Mark Strong       | Mr. Knightley             | Holger Mahlich        |
| Samantha Morton   | Harriet Smith             | Tina Eschmann         |
| Olivia Williams   | Jane Fairfax              | Ela Nitzsche          |
| James Hazeldine   | Mr. Weston                | Rolf Becker           |
| Samantha Bond     | Miss Taylor / Mrs. Weston | Marion von Keller     |
| Raymond Coulthard | Frank Churchill           | Bernd Lambrecht       |
| Dominic Rowan     | Mr. Elton                 | Achim Schülke         |
| Lucy Robinson     | Mrs. Elton                | Micaëla Kreißler      |
| Prunella Scales   | Miss Bates                | Karen Hüttmann        |
| Guy Henry         | John Knightley            | Andreas von der Meden |

## Drehorte

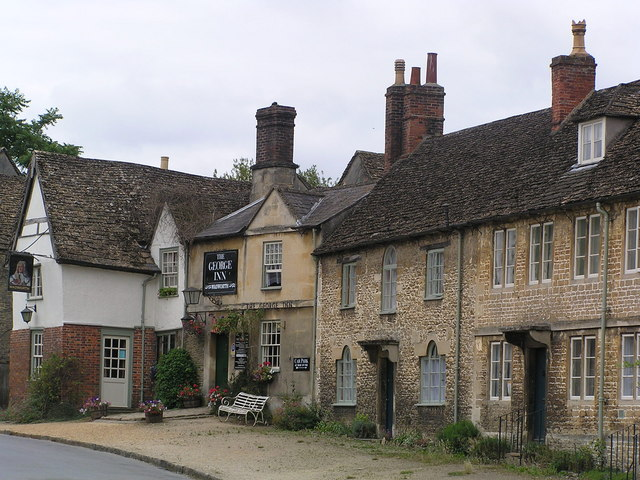
Lacock war Schauplatz für die Ortschaft Highbury

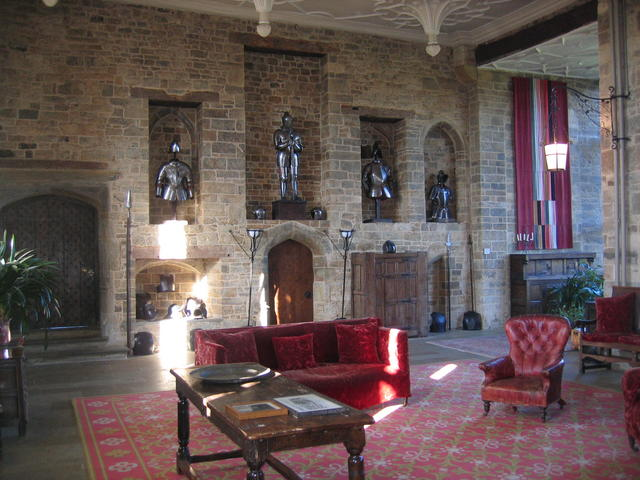
Broughton Castle diente als Kulisse für Mr. Knightleys Wohnsitz

- Hartfield – Das Außenset des Woodhouse-Anwesen war in Trafalgar Park (Salisbury) aufgebaut, die Innenaufnahmen von Emmas Zuhause fanden im Herrenhaus des Thame Park (Oxfordshire) statt.
- Donwell – Auf dem Anwesen des Sudeley Castle (Gloucestershire) wurden die Außenszenen von Mr. Knightleys Wohnsitz gedreht, für die Innenaufnahmen dienten die Räume des Herrenhauses Broughton Castle (Oxfordshire).
- Randalls – Als Anwesen von Mr. Weston wurde das Herrenhaus Dorney Court (Buckinghamshire) ausgewählt.
- Highbury – In Lacock (Wiltshire) fanden die Dreharbeiten statt, die das Dorfgeschehen wiedergeben.[7]

## Weitere Adaptionen
Der britische Fernsehsender BBC hatte bereits 1972 den Roman Emma als sechsteilige Fernsehserie mit Doran Godwin in der Hauptrolle verfilmt. In den Kinosälen lief 1995 die moderne US-Adaption Clueless – Was sonst! mit Alicia Silverstone und 1996 Emma mit Gwyneth Paltrow – im selben Jahr wie der Fernsehfilm. 2009 produzierte die BBC eine weitere Adaption für das Fernsehen, diesmal als vierteilige Serie mit Romola Garai als Emma. Bollywood verwandelte Jane Austens Komödie 2010 in eine moderne indische Version mit dem Titel Aisha, in der Sonam Kapoor die Protagonistin spielte.

## Kritiken
TV Spielfilm sprach von einer „etwas biedere[n], aber flotte[n] Emma“ und zog das Fazit: „Gewitzte Eheanbahnung mit Hirn und Herz.“
Prisma nannte die Austen-Adaption einen „prächtig ausgestatteten Kostümfilm“, der „gut besetzt“ sei.

## Auszeichnungen
- 1997: Nominierung für den BAFTA Award in der Kategorie Beste Maske
- 1997: Official Screening Award auf dem Barcelona International Television Festival (FITB) in der Kategorie Beste Miniserie
- 1997: Emmy in der Kategorie Bestes Szenenbild einer Miniserie oder eines Fernsehfilms für Don Taylor, Jo Graysmark und John Bush
- 1997: Emmy in der Kategorie Bestes Kostümbild einer Miniserie oder eines Fernsehfilms für Jenny Beavan